# Demande reconventionnelle
Les règles concernant la demande reconventionnelle peuvent varier par pays. 

## Droit par pays

### Droit français
En droit français, la demande reconventionnelle est celle par laquelle le défendeur prétend obtenir un avantage autre que le simple rejet de la prétention de son adversaire.

### Droit québécois (Canada)
En droit québécois, la demande reconventionnelle peut être définie comme « un acte de procédure par lequel le défendeur, tout en contestant les prétentions du demandeur, forme à son tour une demande contre celui-ci ». Les règles concernant la demande reconventionnelle sont notamment prévues à l'article 172 du Code de procédure civile.